# Karaelbistan, Elbistan
Karaelbistan là một thị trấn thuộc huyện Elbistan, tỉnh Kahramanmaraş, Thổ Nhĩ Kỳ. Dân số thời điểm năm 2010 là 5.939 người.